# Vladímir Nikitin (botánico)
Vladimir Alekseevich Nikitini (translitera al cirílico Владимир Алексеевич Никитин ( 1906- 1974) fue un botánico ruso.

## Honores

### Epónimos
En su honor, las siguientes especies llevan su nombre:
- (Asteraceae) Carduus nikitinii Tamamsch.[1]
- (Asteraceae) Taraxacum nikitinii Schischk.[2]
- (Leguminosae) Onobrychis nikitinii Orazmukh.[3]
- (Malvaceae) Alcea nikitinii Iljin[4]
- (Plumbaginaceae) Acantholimon nikitinii Lincz.[5]
- (Poaceae) Leymus nikitinii (Chopanav) Tzvelev[6]
- (Scrophulariaceae) Orobanche nikitinii Novopokr.[7]
- (Scrophulariaceae) Scrophularia nikitinii Gorschk.[8]

- La abreviatura «V.A.Nikitin» se emplea para indicar a Vladímir Nikitin como autoridad en la descripción y clasificación científica de los vegetales.[9]